# Lago Fonck
Lago Fonck är en sjö i Argentina.   Den ligger i provinsen Río Negro, i den sydvästra delen av landet, 1 400 km sydväst om huvudstaden Buenos Aires. Lago Fonck ligger 777 meter över havet. Arean är 3,7 kvadratkilometer. Den sträcker sig 3,1 kilometer i nord-sydlig riktning, och 5,5 kilometer i öst-västlig riktning.
I omgivningarna runt Lago Fonck växer i huvudsak blandskog. Runt Lago Fonck är det ganska glesbefolkat, med 24 invånare per kvadratkilometer.